# La muralla feliz
La muralla feliz és una pel·lícula espanyola de comèdia del 1948 escrita i dirigida per Enrique Herreros en base a una narració de Luis Delgado Benavent.

## Sinopsi
Filiberto Aguirre treballa com a capità de la marina mercant, però deixa la seva tasca perquè creu que aviat rebrà una quantiosa herència. Tanmateix, passa el temps, l'herència no arriba i la situació econòmica de la seva família empitjora.

## Repartiment
- Isabel de Pomés... 	Elena Aguirre
- Fernando Fernán Gómez... 	Don Fulgencio Ríos
- Alberto Romea... 	Don Filiberto Aguirre
- Nati Mistral... 	Plácida
- José Suárez... 	David Aguirre
- Alady... 	Bernardo López, agent d'assegurances
- Rafael Luis Calvo... 	Lladre
- Fernando Sancho... 	Mariano García
- Rafael Navarro 	... 	Director

## Premis
Va rebre un premi al millor guió als Premis del Sindicat Nacional de l'Espectacle de 1948.